# Academia Nacional de Ciências dos Estados Unidos
A Academia Nacional de Ciências (em inglês:  National Academy of Sciences - NAS) é uma corporação nos Estados Unidos cujos membros servem "pro bono" (para o bem público) como "conselheiros da nação em ciência, em engenharia e em medicina".
As consequências da Guerra de Secessão tornaram necessárias a criação de uma sociedade científica nacional. Assim, em 3 de março de 1863, o Presidente Abraham Lincoln (1809-1865) assinou com a nomeação de 50 membros a ata de fundação da "Academia Nacional de Ciências dos Estados Unidos". 
Na primavera de 2003 a Academia Nacional de Ciências já contava com 1.922 membros, 93 membros eméritos, 341 correspondentes estrangeiros e empregava aproximadamente 1.100 pessoas. Os membros titulares elegem os novos membros e o título de membro da Academia é vitalício. Perto de 170 membros da Academia já receberam o Prêmio Nobel.
A Academia faz parte do International Council for Science (ICSU) e da United States National Academies [en]. Publica o periódico acadêmico Proceedings of the National Academy of Sciences (PNAS). A respectiva editora, National Academies Press [en], disponibiliza gratuitamente no seu sítio da internet mais de 3.600 publicações científicas.
A sua sede está situada na 500 Fifth Street, NW, Washington, DC, EUA.

## Presidentes
- 1863-1867 Alexander Dallas Bache
- 1868-1878 Joseph Henry
- 1879-1882 William Barton Rogers
- 1883-1895 Othniel Charles Marsh
- 1895-1900 Oliver Wolcott Gibbs
- 1901-1907 Alexander Emanuel Agassiz
- 1907-1913 Ira Remsen
- 1913-1917 William Henry Welch
- 1917-1923 Charles Doolittle Walcott
- 1923-1927 Albert Abraham Michelson
- 1927-1931 Thomas Hunt Morgan
- 1931-1935 William Wallace Campbell
- 1935-1939 Frank Rattray Lillie
- 1939-1947 Frank Baldwin Jewett
- 1947-1950 Alfred Newton Richards
- 1950-1962 Detlev Bronk
- 1962-1969 Frederick Seitz
- 1969-1981 Philip Handler
- 1981-1993 Frank Press
- 1993-2005 Bruce Alberts
- 2005-2016 Ralph Cicerone
- 2016-atualidade Marcia McNutt

## Recompensas científicas
As principais premiações científicas concedidas pela Academia são:
| - Medalha Arctowski - Concessão John J. Carty - Prêmio Arthur L. Day - Medalha Daniel Giraud Elliot - Medalha Alexander Agassiz - Concessão John J. Carty - Medalha Henry Draper - Medalha Gibbs Brothers - Medalha Jessie Stevenson Kovalenko | - Concessão Richard Lounsbery - Medalha Gilbert Morgan Smith - Medalha J. Lawrence Smith - Medalha Mary Clark Thompson - Concessão Selman A. Waksman - Medalha Charles Doolittle Walcott - Prêmio G. K. Warren - Medalha James Craig Watson |